# ターリコータの戦い
ターリコータの戦い（Battle of Talikota）とは、1565年1月に行われた南インドのヴィジャヤナガル王国とデカンのデカン・スルターン朝（ムスリム5王国）との戦闘。ヴィジャヤナガル王国の衰退につながる戦いで、インドにおける重要な戦いでもある。

## 概要

### 戦闘に至るまで
ヴィジャヤナガル王国との戦いは、5王国の前身バフマニー朝から続いており、その分裂後に成立したデカン・スルターン朝（ムスリム5王国）にも引き継がれた。ことにヴィジャヤナガル王国とビジャープル王国のライチュール地方（英語: Raichur Doab）を巡っての争いは幾度となく続いていた。
そうしたなか、1542年ヴィジャヤナガル王アチュタ・デーヴァ・ラーヤ（在位1529 - 1542）が死亡し、後を継いだ息子のヴェンカタ1世（在位1542）も内乱で死に、王国の実権はクリシュナ・デーヴァ・ラーヤ（在位1509 - 1529）の娘婿アーリヤ・ラーマ・ラーヤとその弟ティルマラ・デーヴァ・ラーヤの手に完全に握られてしまった。
ラーマ・ラーヤの基本政策は、国内を安定させるとともにムスリム5王国を互いに抗争させて弱体化させるというものであり、まずポルトガル人との貿易協定でビジャープル王国への馬の供給を止めて、ビジャープル王国を打ち破り、次にビジャープル王国に同盟を持ちかけてゴールコンダ王国とアフマドナガル王国を打ち破った。
しかし、これはしだいにムスリム5王国の反感を買い、彼らもいいように利用されていることに気づき始めて、ついにビジャープル王国、ゴールコンダ王国、アフマドナガル王国、ベラール王国、ビーダル王国は同盟を結んだ。

### 戦闘
1564年12月にムスリム5王国の同盟は総勢11万でヴィジャヤナガル王国の領土に進撃し、ラーマ・ラーヤとティルマラ・デーヴァ・ラーヤはそれを上回る15万の大軍で迎え、同月25日にクリシュナ川の北方、ビジャープルの東方のターリコータ（ラークシャシ・タンガティ）で両軍は対峙した。
当初、ムスリム5王国側はヴィジャヤナガル王国と和平を結ぼうとしたが、ラーマ・ラーヤがこれを断ったため、翌26日にティルマラ・デーヴァ・ラーヤの師団とアフマドナガル王国とゴールコンダ王国の軍が激突し、戦いの火蓋が切られた。
それから両軍の戦いは約1ヶ月にわたって続いたが、1565年1月23日にラーマ・ラーヤが戦いのさなかに武将の裏切りにより捕えられ殺されてしまい、同月26日にはヴィジャヤナガル王国の軍が壊滅的な打撃を受けて、この戦いで兵100,000人が殺されることとなった。
全てを見たティルマラ・デーヴァ・ラーヤは戦場を離れ、首都ヴィジャヤナガルに戻って、国庫の財宝を1500頭のゾウの上にのせて、南のペヌコンダへ逃げた。

## 戦闘後の経過
戦闘後、ムスリム5王国の連合軍はティルマラ・デーヴァ・ラーヤを追い、ヴィジャヤナガル王国の首都ヴィジャヤナガルに進軍し、都市を略奪して破壊、逃げ遅れた多数の人々が犠牲となった。ターリコータの戦いにおける犠牲と首都ヴィジャヤナガルの破壊は、ヴィジャヤナガル王国に大きな打撃を与えて、その衰運を決定的なものとした。
その後、ティルマラ・デーヴァ・ラーヤは、主君サダーシヴァ・ラーヤ（在位1542 - 1569）を擁してペヌコンダを首都に統治を続け、1569年にはサダーシヴァ・ラーヤを廃位して自ら王（在位1569 - 1572）となり、アーラヴィードゥ朝（1542 - 1652）を開いた。
また、ムスリム5王国の同盟は一時的なもので、戦闘後すぐに争い始め、9年後にアフマドナガル王国がベラール王国を滅ぼしている。
ターリコータの戦いののち、ヴィジャヤナガル王国に隣接するビジャープル王国とゴールコンダ王国がたびたび侵入してきたものの、ティルマラ・デーヴァ・ラーヤの息子で「最後の名君」ヴェンカタ2世（在位1586 - 1614）の奮戦もあって、ヴィジャヤナガル王国が滅亡するのは1649年とずっと先のことだった。